# Ariel (mjesec)
Ariel (također Uran I ) je prirodni satelit Urana. Kruži oko Urana na udaljenosti oko 190 930 km. Približno je kružnog oblika, s prosječnim polumjerom 579 km i masom 1,35 × 1021 kg. Ariel je vrlo sličan Titaniji, iako je manji. Najsjajniji je satelit Urana.
Otkrio ga je William Lassell, 1851. godine. Voyager 2 (1986.) je jedina letjelica koja je posjetila Ariel.

## Orbita
Ariel je od velikih unutarnjih pravilnih satelita drugi najbliži. 
Trenutno Ariel nije uključen u bilo kakvu orbitalnu rezonanciju s drugim uranskim satelitima. Međutim, u prošlosti je možda bila u rezonanciji 5:3 s Mirandom, koja je mogla biti djelomično odgovorna za zagrijavanje tog mjeseca (iako je najveće zagrijavanje koje se može pripisati bivšoj 1:3 rezonanciji Umbriela s Mirandom vjerojatno oko tri puta veće). Ariel je možda nekoć bio zaključan u rezonanciji 4:1 s Titanijom, iz koje je kasnije pobjegao. Ova rezonanca, koja se vjerojatno dogdila prije otprilike 3,8 milijardi godina, povećala bi Arielovu orbitalnu ekscentričnost, što bi rezultiralo plimnim trenjem zbog vremenski promjenjivih plimnih sila iz Urana. To bi uzrokovalo zagrijavanje Arielove unutrašnjosti za čak 20 K. 

## Sastav i reljef
Ariel je građen od silikatnih stijena i vodenog leda.
Arielova površina je mješavina rasjeda, jaraka i kružnih udubina, stotinama kilometara dugački kanjoni se prostiru cijelom površinom i međusobno se sijeku.
Neki krateri izgledaju do polovice "potopljeni". Tekućina koja je poravnala dna kratera nije, zbog niskih temperatura, mogla biti voda, nego amonijak, metan ili ugljikov monoksid. Doline su mogle nastati zbog stezanja zbog hlađenja, te zbog uzdizanja leda.
Arielova površina je relativno mlada, što upućuje na postojanje geoloških procesa koji mijenjaju površinu. Vrlo su rijetki krateri veći od 50 km. Smatra se da je Ariel nekad imao vruću unutrašnjost, ali danas je ona hladna.  Ariel je najsvjetliji Uranov satelit (ima najveći albedo).

## Vanjske poveznice
- Astronomska sekcija Fizikalnog društva Split - Ariel, uranov satelit  Arhivirana inačica izvorne stranice od 3. studenoga 2004. (Wayback Machine)